# Liste der Bodendenkmäler in Kupferberg
Auf dieser Seite sind die Bodendenkmäler in der oberfränkischen Stadt Kupferberg zusammengestellt. Diese Tabelle ist eine Teilliste der Liste der Bodendenkmäler in Bayern. Grundlage ist die Bayerische Denkmalliste, die auf Basis des Bayerischen Denkmalschutzgesetzes vom 1. Oktober 1973 erstmals erstellt wurde und seither durch das Bayerische Landesamt für Denkmalpflege geführt wird. Die folgenden Angaben ersetzen nicht die rechtsverbindliche Auskunft der Denkmalschutzbehörde.

## Bodendenkmäler in Kupferberg
| Lage                                       | Objekt | Akten-Nr.     | Bild                                                                  |
| ------------------------------------------ | --- | ------------- | --------------------------------------------------------------------- |
| (Standort)                                 | Turmhügel Schlössle des Mittelalters. | D-4-5835-0021 |                                                                       |
| (Standort)                                 | Verhüttungsplatz des Mittelalters und der frühen Neuzeit. | D-4-5835-0046 |                                                                       |
| Kirchplatz 6 (Standort)                    | Untertägige Teile der spätmittelalterlichen Pfarrkirche St. Veit in Kupferberg sowie Körpergräber des Mittelalters und der Neuzeit.                               | D-4-5835-0075 | Untertägige Teile                                                     |
| Spitalweg 1, Kulmbacher Str. 34 (Standort) | Archäologische Befunde des späten Mittelalters und der frühen Neuzeit im Bereich des frühneuzeitlichen Spitals zum Heilig Geist und St. Katharina von Kupferberg. | D-4-5835-0076 | Archäologische Befunde des späten Mittelalters und der frühen Neuzeit |
| (Standort)                                 | Archäologische Befunde im Bereich der mittelalterlichen Altstadt von Kupferberg mit frühneuzeitlichen Vorstädten.                                                 | D-4-5835-0079 |                                                                       |
| (Standort)                                 | Archäologische Befunde im Bereich der spätmittelalterlichen und frühneuzeitlichen Stadtbefestigung von Kupferberg.                                                | D-4-5835-0129 |                                                                       |